# Monoxenus aethiopicus
Monoxenus aethiopicus là một loài bọ cánh cứng trong họ Cerambycidae.